# رادوم
رادوم (به لهستانی: Radom) (به ییدیش: ראַדאָם) یکی از شهرهای مرکزی لهستان است که در ۱۰۰ کیلومتری جنوب ورشو واقع شده‌است. جمعیت این شهر در ژوئن سال ۲۰۰۹ بالغ بر ۲۲۳٬۹۱۴ نفر بوده‌است.
رادوم از سال ۱۹۷۵ تا سال ۱۹۹۸ به‌عنوان مرکز استان رادوم شناخته می‌شده‌است.